# José Barrera Alabau
José Barrera Alabau (Catarroja, 2 de maig de 1938) fou un futbolista valencià de la dècada de 1960.

## Trajectòria
Jugava a la posició de defensa dret. Durant tres temporades formà part del CE Mestalla a la Segona Divisió espanyola, cedit pel València CF. Davant les poques possibilitats que s'oferien al jugador d'ésser titular al club del Túria decidí abandonar el club, i l'any 1962, amb les negociacions de l'aleshores president de l'Espanyol Cesareo Castilla, ingressà al club blanc-i-blau. L'Espanyol era aquesta temporada a Segona Divisió i Barrera va disputar força minuts en l'equip que assolí l'ascens a Primera. No obstant, la temporada següent jugà molt pocs partits, només quatre, i malgrat encara li restava un any de contracte, la temporada 1964-65 abandonà el club per fitxar per l'Ontinyent CF, que aquella temporada jugaria a Segona Divisió.